# Hrabstwo McCreary

Piramida wieku hrabstwa

Hrabstwo McCreary – hrabstwo w USA, w stanie Kentucky. Według danych z 2010 roku, hrabstwo zamieszkiwało 18306 osób. Siedzibą hrabstwa jest Whitley City.

## CDP
- Pine Knot
- Stearns
- Whitley City